# Badia di San Bartolomeo a Succastelli
La badia di San Bartolomeo a Succastelli è un edificio sacro che si trova in località Succastelli a Sansepolcro.
Fondata dai Benedettini nell'XI secolo su una costruzione preesistente dell'VIII secolo, presenta un semplice impianto ad un'unica navata chiusa in origine da due absidi contrapposte, secondo una tipologia rara in Italia ma frequente nelle chiese abbaziali d'Oltralpe. Da questa abbazia dipendevano le chiese di San Bartolomeo a Città di Castello e a Sansepolcro.
Soppressa l'abbazia nel XVIII secolo, il titolo di abate è passato al vescovo di Sansepolcro, alla cui mensa vescovile sono assegnati i beni già monastici. Per questo motivo il vescovo di Sansepolcro acquisisce il titolo di abate perpetuo di San Bartolomeo a Succastelli. L'ultimo vescovo a fare uso del titolo è stato mons. Abele Conigli, ma dopo il Concilio Vaticano II è caduto in desuetudine, pur non essendo mai stato formalmente soppresso.
Assai interessante è la cripta sotto l'abside, divisa in tre navatelle voltate a crociera da colonne (una delle quali scanalata) con capitelli ornati da decorazioni simboliche e astratte incise, riferibili all'XI secolo.
Dall'esterno si accede a una cripta quattrocentesca con semplici colonne romaniche e frammenti di un affresco con l'Annunciazione.
Proviene dalla chiesa una tela con l'Immacolata Concezione con i Santi Bartolomeo e Giuseppe di Francesco Cungi oggi conservata nella Chiesa di San Bartolomeo a Madonnuccia.